# 親族会
親族会（しんぞくかい）は、日本のかつての民法（いわゆる「明治民法」）で、所定の事項について議決をするために裁判所によって招集される、合議機関である。1947年（昭和22年）の法改正により廃止された。
- 明治民法について、以下では条数のみ記す。

## 招集
法令の規定により親族会を開催する必要が生じた場合、会議を要する事件の本人、戸主、親族、後見人、後見監督人、保佐人、検事、または利害関係人の請求により、裁判所が招集する（第944条）。会議の員数は3人以上で、親族、縁故者の中から裁判所が選任する（第945条1項）。会に欠員が生じた場合、他の会員は補欠員の選任を裁判所に請求することができる（第950条）。基本的には議事の必要のたびごとに招集され常設の会ではないが、無能力者（現在の制限行為能力者に相当）のために設けられた会はその無能力状態が続く間、会も継続する（第949条）。
議事は会員の過半数の賛成をもって決する（第947条）。本人、戸主、家に在る父母、配偶者、本家並びに分家の戸主、後見人、後見監督人及び保佐人は親族会において意見を述べることができ（第948条1項）、親族会の招集に際してはこれらの者に通知しなければならない（第948条2項）。会員は善管注意義務をもって会員としての職務に取り組まなければならない（第953条）。
決議に対して不服がある者は、1か月以内にその不服を裁判所に申し立てることができる（第951条）。出訴権者は、会員及び第944条に掲げられた者である（第951条）。また決議が整わない場合、会員は決議に代わる裁判を行うことを裁判所に請求することができる（第952条）。

## 議事
主なものは以下の通り。
- 戸主権の代行（第751条）
- 未成年者の婚姻に対する同意※（第772条第3項）
- 継父母や嫡母が子の婚姻に同意をしないとき、それらに代わる婚姻に対する同意（第773条）
- 25歳未満の者の離婚に対する同意※（第809条）
- 継父母や嫡母が15歳未満の者を養子とする縁組に対する同意（第843条）
- 25歳未満の養子の離縁に対する同意※（第863条）
- 母が未成年の子の法定代理人として所定の行為をする場合に対する同意（第886条）
- 法定の後見人がいない場合の、後見人の選任（第904条）

※ - 同意をすべき父母を欠く場合など